# Special Collection
Special Collection este EP al formației de rock alternativ Garbage, lansat exclusiv în Japonia pe 6 februarie 2002. Conține 2 B-side-uri, două remixuri și o piesă live.

## Conținut
1. "Use Me" – 4:37
2. "Enough Is Never Enough" – 4:10
3. "Androgyny" (The Neptunes remix) – 3:18
4. "Vow" (Live) – 5:12
5. "Cherry Lips (Go Baby Go!)" (DJEJ's Go-Go Jam) – 6:11